# Susanna Tamaro
Susanna Tamaro (née le 12 décembre 1957 à Trieste en Italie) est une romancière italienne. Elle a travaillé aussi comme documentaliste et assistante de réalisation cinématographique.

## Biographie
Susanna Tamaro étudie la cinématographie à Rome et fait divers documentaires pour la RAI. Son premier roman, La testa tra le nuvole (La tête parmi les nuages) est publié en 1989 et obtient le prix Elsa Morante. Son recueil de nouvelles Per voce sola (Pour voix seule) (1991) reçoit le prix du PEN club ainsi que le prix Rapallo-Carige et est traduit en plusieurs langues.  
En 1994 elle publie  Va' dove ti porta il cuore (Va où ton cœur te porte), l'un de ses livres les plus connus traduit dans plus de 35 langues.
En novembre 2015, elle quitte les éditions Bompiani pour être publiée par La nave di Teseo, une nouvelle maison d'édition voulue par Umberto Eco.

## Œuvre
- La testa tra le nuvole (1989) – prix Elsa Morante.
- Per voce sola (1991) – prix Rapallo-Carige et prix PEN club
- Cuore di ciccia (1992)
- Il cerchio magico (1994)
- Va' dove ti porta il cuore (1994)
- Anima Mundi (1997)
- Cara Mathilda. Lettere a un'amica (1997)
- Tobia e l'angelo (1998)
- Verso casa (1999)
- Papirofobia (2000)
- Respondimi (2001)
- Più fuoco più vento (2002)
- Fuori (2003)
- Ogni parola é un seme (2005)
- Ascolta la mia voce (2007)
- Luisito. Una storia d'amore (2008)
- Il grande albero (2009)
- Per sempre (2011)
- L' isola che c'è. Il nostro tempo, l'Italia, i nostri figli (2011)
- Ogni angelo è tremendo (2013)
- Via Crucis. Meditazioni e preghiere (2013) (E-book)
- Un'infanzia: adattamento teatrale di Adriano Evangelisti (2013) (E-book)
- Sulle orme di San Francesco (2014) (E-book)
- Illmitz (2014)
- Salta Bart ! (2014)
- Un cuore pensante (2015)
- La Tigre e l'Acrobata (2017)
- Il tuo sguardo illumina il mondo (2018)
- Una grande storia d'amore (2020)

## Prix et distinctions
- Prix Elsa-Morante pour La testa tra le nuvole (1990)
- Prix du PEN club et prix Rapallo-Carige pour Per voce sola (1991)
- Dante d'or d'honneur par A.L. « Bocconi d'Inchiostro » - Université Bocconi pour la carrière (2013)